# Lygariá (ort i Grekland, Mellersta Makedonien)
Lygariá (Lygaria) är en ort i Grekland.   Den ligger i prefekturen Nomós Serrón och regionen Mellersta Makedonien, i den nordöstra delen av landet, 300 km norr om huvudstaden Aten. Lygariá ligger 24 meter över havet och antalet invånare är 284.
Terrängen runt Lygariá är platt åt nordost, men åt sydväst är den kuperad. Runt Lygariá är det ganska glesbefolkat, med 42 invånare per kvadratkilometer. Närmaste större samhälle är Serrai, 15,1 km nordost om Lygariá. Trakten runt Lygariá består till största delen av jordbruksmark.